# Pentax K-S2
Die Pentax K-S2 ist eine digitale Spiegelreflexkamera  der Mittelklasse von Ricoh (ehemals Pentax). Sie wurde am 9. Februar 2015 vorgestellt und hat im Gegensatz zum ähnlichen Modell K-S1 ein traditionelles Bedienkonzept, ein ausklappbares und schwenkbares Display und ist wetterfest.
Bisher waren bei Pentax-Kameras die verschiedenen HDR-Modi (seit der Pentax K-r auch mit Positionsangleichung) nur durch das Bildschirmmenü erreichbar. Die K-S2 hat nun einen über das Modusrad wählbaren A-HDR Modus, der automatisch Parameter für das Tone Mapping auswählt und zu einem natürlicher wirkenden Ergebnis kommen soll als die verschiedentlich wählbaren HDR-Modi vergangener Pentax-Modelle.
Wie die Pentax K-3 und K-S1 beherrscht auch die K-S2 die Tiefpaßfiltersimulation.
Zeitgleich wurde ein wetterfestes neues 18–50mm f/4–5,6 Objektiv vorgestellt, das eine besonders platzsparende Ruheposition einnehmen kann und als Kit mit der Kamera angeboten werden soll.

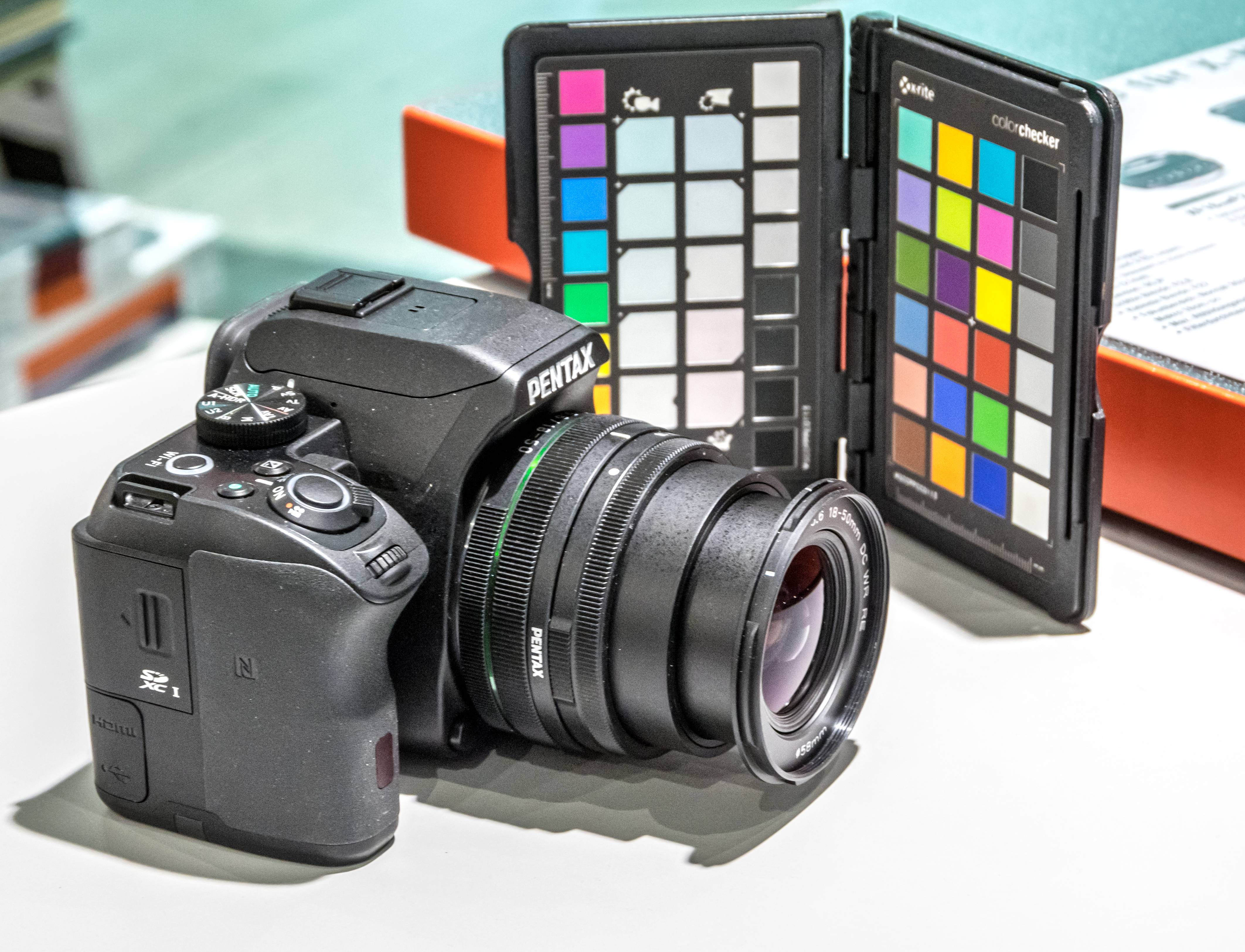
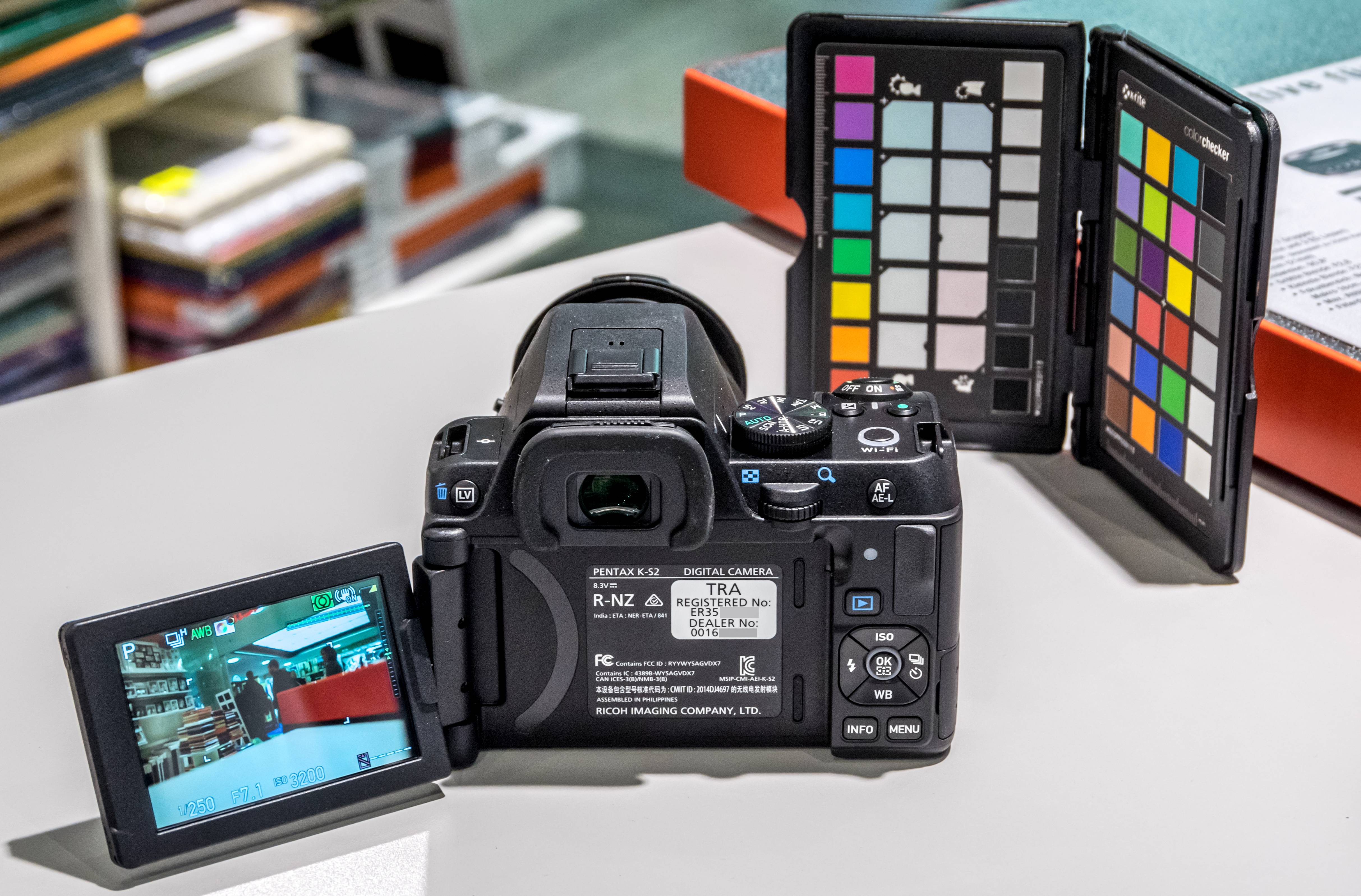
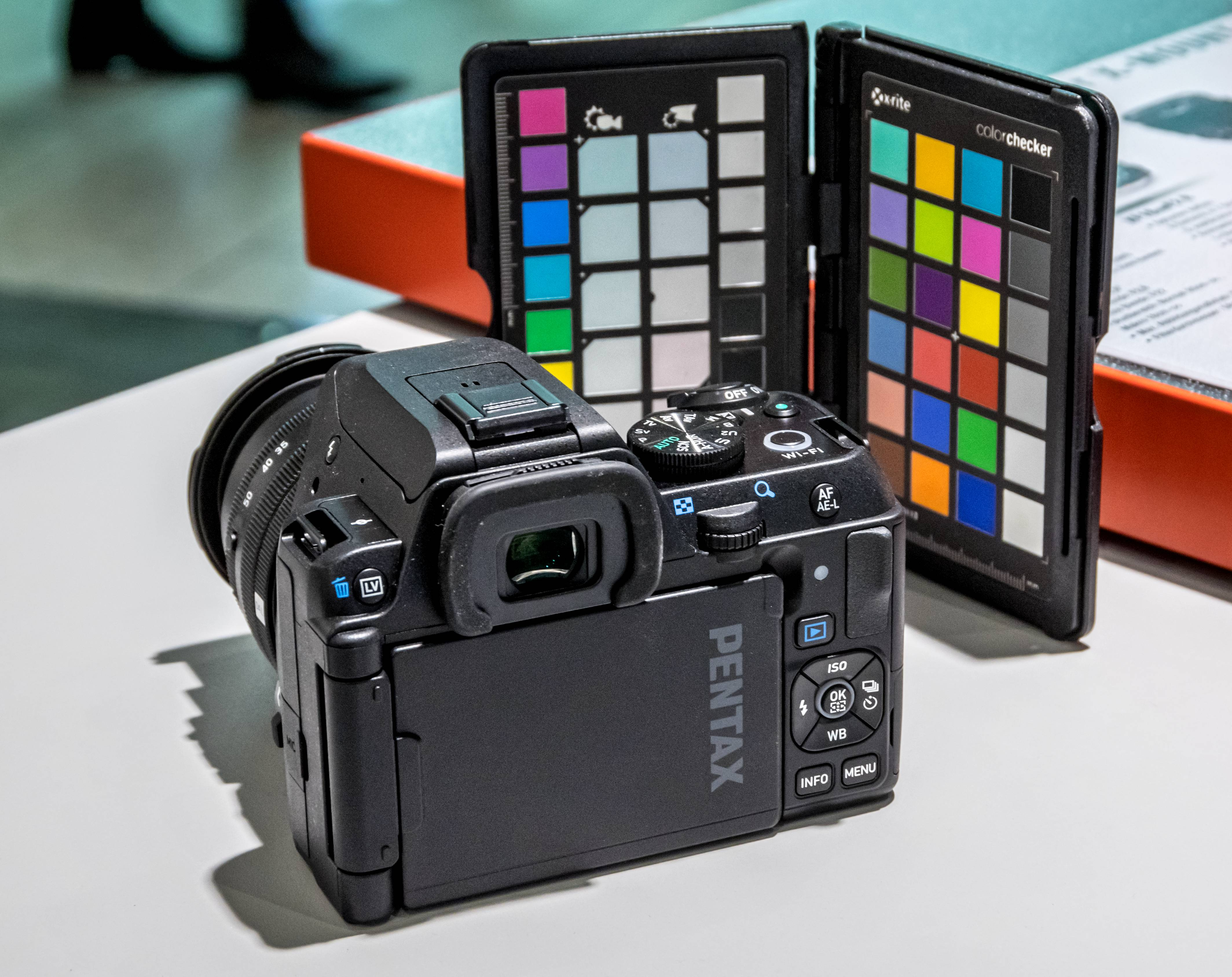
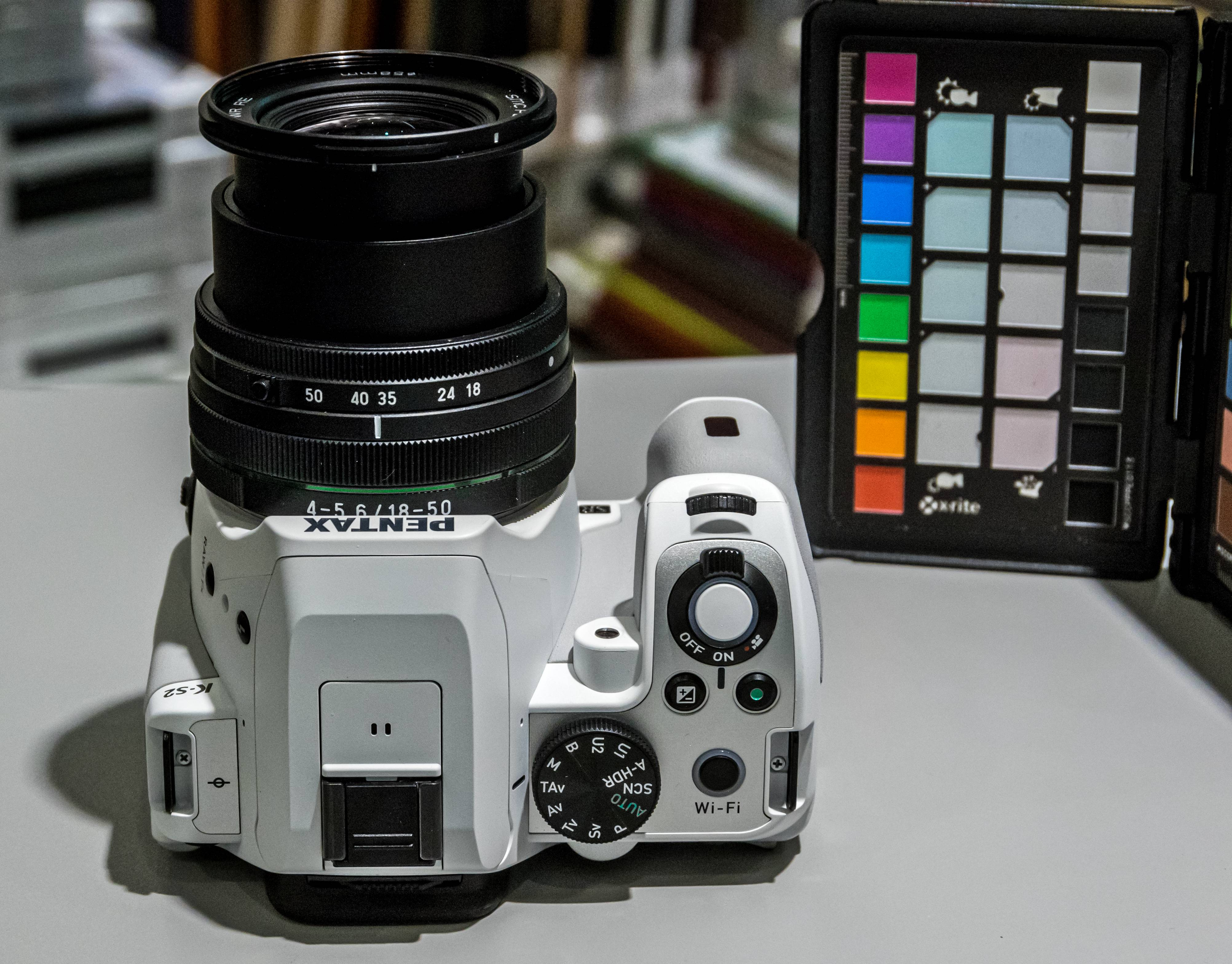
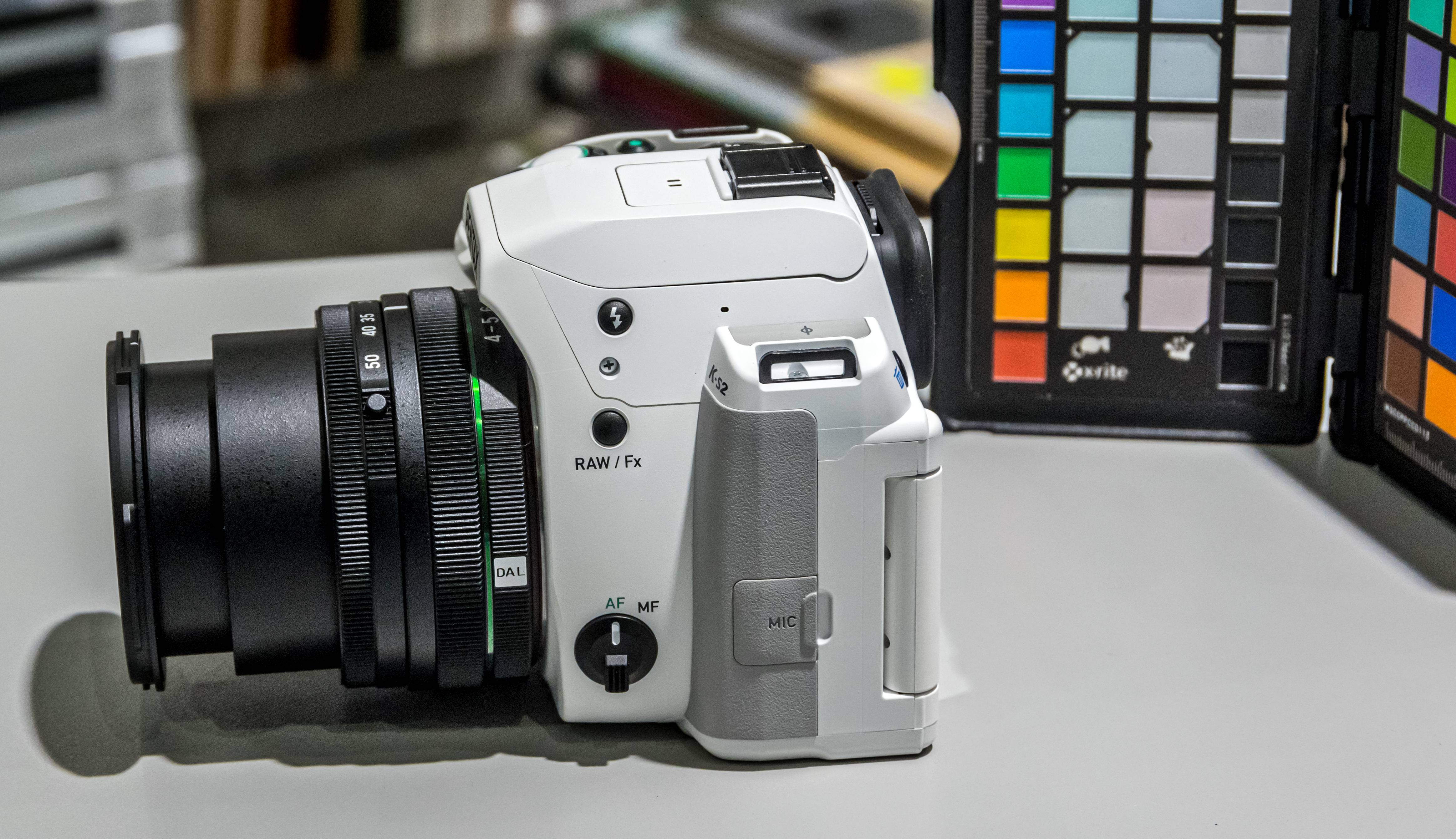

## Nachweise
- K-S2, Produktseite des Herstellers
- Spezifikationen (englisch)
- Kurzvorstellung (englisch)